# قائمة وفيات غير عادية

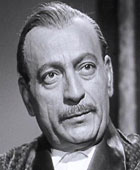
تعتبر قصة وفاة الفنان محمود المليجي من أغرب القصص، حيث توفى أثناء تصوير فيلم «أيوب»، وهو يمثل مشهد الموت.

قائمة الوفيات غير عادية هذه لا تتضمن سوى ظروف فريدة أو نادرة للغاية من حالات الوفاة المسجلة على مدار التاريخ، والتي يشار إليها على أنها غير عادية من قبل مصادر متعددة. تعرف قواميس أكسفورد الكلمة غير العادية بأنها «لا تحدث أو تحدث عادةً بصورة استثنائية مثيرة للاهتمام لأنها مختلفة عن الوفايات الآخرى أو أفضل منها». تتناول بعض المقالات الأخرى حالات الوفاة التي يمكن اعتبارها غير عادية أو ساخرة، بما في ذلك قائمة الفنانين الذين لقوا حتفهم أثناء عرض، وقائمة من المخترعين الذين قُتلوا باختراعاتهم، وقائمة لاعبي كرة القدم الذين لقوا حتفهم أثناء اللعب، وقائمة من راكبي الدراجات الذين لهم صلة بالموت خلال قيادة الدراجات وقائمة التضحية بالنفس في مجالات السياسية.

## العصور القديمة
| اسم الشخصية                  | صورة | تاريخ الوفاة                               | تفاصيل الوفاة |
| ---------------------------- | ---- | ------------------------------------------ | --- |
| دراكو (مشرع إغريقي) من أثينا |      | ق. 620 قبل الميلاد                         | تفيد السيرة أن المشرع الأثيني دراكو تعرض للأختناق حتى الموت أيا كان ما كان يعتقده فقراء الشعب اليوناني، فقد بدا أن اليونانيين الأثرياء أحبوا قوانين دراكو لدرجة أنهم قُتلوه ترحيباً به حرفيا. أظهر الإغريق القدماء موافقتهم على تشريعات دراكو خلال زيارة إلى إيجينا، بقيام مواطنوها برمي الكثير من القبعات والقمصان وأغطية الرأس التي خنقه حتى الموت . بغض النظر عن الثناء الذي ربما كتسبه في حياته، فإن قوانين دراكو كانت تعتبر في النهاية قاسية بشكل لا يطاق من قبل الأثينيين. في عام 594 قبل الميلاد، تحولوا إلى مشرع آخر، سولون، الذي ألغى قوانين دراكو واستبدلها بقوانين جديدة، واحتفظ فقط بسياسة القتل التي ارتكبها سلفه في مسرح في أجانيطس. |
| تشارونداس                    |      | أواخر 7 إلى أوائل القرن الخامس قبل الميلاد | كان تشارونداس مشرعًا يونانيًا من صقلية، قد أصدر قانونًا ينص بأنه لا ينبغي السماح لأي رجل بحمل السلاح في مجلس الشعب. كانت عقوبة الانتهاك هي الموت. أصبح ضحية لقانونه ؛ في أحد الأيام، بعد أن عاد من ملاحقة بعض اللصوص، دخل المدينة، وقدم نفسه أمام مجلس الشعب دون أن يدرك بأنه لا يزال يحمل سيفًا مثبتًا على حزامه. وقد علق عليه أحدهم، "أنت تنتهك قانونك الخاص." ومن أجل التمسك بقانونه، انتحر. |
| بيرليوس من أثينا             |      | 570 قبل الميلاد                            | من جميع أشكال التعذيب الرهيب وأساليب الإعدام على مر التاريخ. واحدة من أكثر أساليب الإعدام وحشية في اليونان القديمة جاءت في شكل تمثال على شكل ثور برونزي منحوتة من قبل بيرليوس في أثينا في مكان ما بين 570 و 554 قبل الميلاد. في عهد فالاريس، طاغية أكراغاس، صقلية، وفقًا لمؤرخ ديودور سيكولوس ، وهو يعيد سرد القصة في مكتبة الإسكندرية، اخترع بيريلوس أثينا واقترحها على فالاريس، طاغية أكراغاس، صقلية، كوسيلة جديدة لإعدام المجرمين. قيل إن الثور مصنوع بالكامل من البرونز، المجوف، مع وجود باب في جانب واحد. وفقًا للأساطير، تم تصميم الثور النحاسي في شكل وحجم الثور الفعلي وكان لديه جهاز صوتي قام بتحويل الصراخ إلى صوت ثور. تم حبس المدانين داخل الجهاز، وتم إشعال حريق، لتسخين المعدن حتى يتم تحميص الشخص بداخله حتى الموت. تدعي القصص بعد الانتهاء من البناء على جهاز الإعدام، قال بيرليوس لفالاريس: "صرخاته ستأتي إليك عبر الأنابيب باعتبارها الأكثر رقة، وأكثرها إثارة للشفقة، والأكثر إيقاعا من الرهانات." اعتقد بيرليوس أنه سيحصل على مكافأة لاختراعه. بدلاً من ذلك، أمر فالاريس، الذي كان يشعر بالاشمئزاز من هذه الكلمات، باختبار نظام صوت القرن الخاص به بواسطة بيرليوس بنفسه، لخداعه في الدخول في الثور. عندما دخل بيرليوس، تم قفله على الفور وتم إشعال النار، حتى يتمكن فالاريس من سماع صوت صراخه. قبل أن يموت بيرليوس، فتح فالاريس الباب وأخذه بعيدا. بعد تحريره من الثور، قيل إن فالاريس أخذ بيريلس إلى قمة تل وألقاه، مما أدى إلى مقتله. يُزعم أن فالاريس نفسه قد قُتل في الثور النحيف عندما أطيح به من قبل تيليماتش . |
| أريشيون من فيغاليا           |      | 564 قبل الميلاد                            | أريشيون من فيغاليا، مصارع بانكراتي يوناني أولمبي، توفي خلال نهائيات الألعاب الأولمبية.نظرًا لأن قصة هذه المباراة قد تم نقلها عبر التقاليد المنطوقة، فإنها تأخذ بعض الاختلاف بين المصدرين، على الرغم من أن التفاصيل الأساسية تظل كما هي. أطبق خصم أريشيون المجهول الهوية ساقيه حول خصر أريشيون واحكم قبضته على رقبته، وعصرهما في محاولة لحمل أريشيون على الاستلام. ومع ذلك، لم يتنازل، واستمر في القتال بينما استمر خصمه بخنقه. في الوقت ذات تمكن أريشيون من إلحاق إصابة بساق خصمه إصابة شديدًا لدرجة جعلت الرجل يضطر إلى الاستسلام بسبب الألم التى لحقت به، في الوقت نفسه لم يحرك أريشيون ساكناً وظل مستقراً على الأرض. عند فحصه، كان من الواضح أنه اختنق حتى الموت، بالرغم من مما حصل أُعلن أن آريشيون انتصر في الألعاب الأولمبية الـ 54، مما جعله الرياضي الأولمبي الوحيد الذي يتوج باللقب بعد وفاته. |
| سيسامنيس                     |      | 525 قبل الميلاد                            | وفقا لهيرودوت، كان سيسامنس قاضياً فاسداً في عهد قمبيز الثاني ثاني ملك ملوك الإمبراطورية الأخمينية في بلاد فارس. قيل انه تلقى رشوة وأصدر حكمًا ظالمًا. ونتيجة لذلك، فقد ألقى الملك القبض عليه وسلخ جلده وهو على قيد الحياة ثم تم استخدام جلده لتغطية المقعد الذي يجلس فيه ابنه في الحكم. |
| فيثاغورس من ساموس            |      | ق. 495 قبل الميلاد                         | لا تتفق المصادر القديمة حول كيفية وفاة الفيلسوف اليوناني فيثاغورس , لكن واحدة من الأساطير المتأخرة أخبر عنها كل من ديوجين لايرتيوس، وهو كاتب سيرة فلسفية مشهورة في القرن الثالث الميلادي كتب سيرة فيثاغورس كجزء من كتابه متعدد المجلدات "حياة وآراء الفلاسفة البارزين"، إن رواياته عن حياة فيثاغورس مليئة بجميع أنواع الأساطير والتكهنات الغريبة، تعتبر الأقدم والأكثر موثوقية لحياة فيثاغورس التي نمتلكها حاليًا. (هناك إشارات إلى فيثاغورس تعود إلى غضون بضع سنوات فقط من وفاته، ولكن عمل ديوجين لايرتيوس هو أقرب حساب لدينا يمكن أن نسميها بشكل صحيح "السيرة الذاتية".) وأيضا يامبليسهاوس، الفيلسوف الأفلاطوني الجديد، يذكر أن فيثاغورس قُتل على أيدي أعدائه السياسيين. من المفترض، أنه كاد ينجح في الهرب منهم، لكنه وصل إلى حقل فاصوليا ورفض الجري فيه لأنه حظر الفاصوليا باعتباره تدنيساً لها. نظرًا لأن اختراق الحقل ينتهك تعاليمه الخاصة، فقد توقف فيثاغورس ببساطة عن الركض وقتل نتيجة لذلك. ربما تكون هذه القصة ملفقة من قبل نيانثيس من سيزيكوس، الذين يعتمد كل من ديوجين وإيمبليكهوس عليه كمصدر. يقال أيضا أنه قُتل على أيدي مجموعة من الغوغاء بقيادة رجل نبيل محلي ثري أراد أن يصبح عضوًا في جماعة فيثاغوروين، لكن تم رفضه من قبل فيثاغورس لأنه كان معتوهًا. في كروتون حيث كان فيثاغورس مع اتباعه. عندما رفض فيثاغورس النبيل المغمور المسمى كايلون، أثر على الكثير من السكان المحليين وخلق الغوغاء وذهب هؤلاء لإحراق منازل جماعة فيثاغورس . من بين المحظوظين القلائل الذين نجوا من الحرائق كان فيثاغورس . وبينما كان يحاول الفرار، يتبعوه الغوغاء نفدت طاقة فيثاغورس أمام حقل الفاصوليا، نظرًا لإيمانه بتناسخ الأرواح، باعتباره نباتيًا وامتناعه عن تناول اللحم اضطر فيثاغورس إلى أن يصبح نباتيًا لكنه في الوقت ذاته لم يأكل الفاصوليا أيضًا، لتجنب فرصة تناول صديق أو قريب عن طريق الخطأ. هذا لأنه كان يعتقد أن البشر والفاصوليا نشأت من نفس المصدر، وأجرى تجربة لإثبات ذلك. فقد دفن كمية من الفاصوليا في الوحل، ثم أزهرت هناك بعد بضعة أسابيع، وأشار إلى تشابهها مع الأجنة البشرية، وبالتالي إقناع نفسه بالعلاقة الوثيقة بين الفاصوليا والبشر. وعتبر أن أكل حبة فاصوليا سيكون أقرب إلى أكل اللحم البشري، فسحق الفاصوليا أو تحطيمها، أو تدنيسها، سيكون إيذاء للإنسان. وبالتالي فإن القاعدة الصارمة للغاية الامتناع عن الفاصوليا . فجأة توقف فيثاغورس يفكر في خطوته التالية، وقع مطاردوه عليه قاموا بشهر أسلحتهم، طعنه الغوغاء حتى الموت، وامتد دم فيثاغورس على النباتات منهين حياته من أجل حبة. |
| هرقليطس من أفسس              |      | ق. 475 قبل الميلاد                         | طبقًا لأحد الروايات التي قدمها ديوجين لايرتيوس، قيل إن الفيلسوف اليوناني هيراكليتوس قد التهمت من قبل الكلاب بعد تلطيخ نفسه بسماد الأبقار في محاولة لعلاج الاستسقاء. |
| ثيميستوكليس                  |      | ق. 459 قبل الميلاد                         | ثيميستوكليس، الجنرال الأثيني الذي فاز في معركة سالاميس، توفي لأسباب طبيعية في المنفى، لكن شائعات على نطاق واسع بأنه انتحر بشرب دم الثور. بما أن دم الثور ليس ساما في الواقع, لا يمكن أن يكون قد مات بهذه الطريقة، لكن الأسطورة يتم سردها على نطاق واسع في الكلاسيكية. اقترح الكلاسيكي الإنجليزي في أوائل القرن العشرين بيرسي غاردنر أن القصة عن شرب دم الثور قد تكون بناء على سوء فهم جاهل لتمثال يُظهر ثيميستوكليس في وضع بطولي، يحمل كأسًا كذبيحة للآلهة. الكاتب المسرحي الهزلي أريستوفان إلى أن ثيميستوكليس يشربون دم الثور في كوميديا "الفرسان" (التي أجريت في عام 324 قبل الميلاد) باعتبارها أكثر الطرق بطولية لرجل يموت. |
| إسخيلوس                      |      | ق. 455 قبل الميلاد                         | ووفقًا ل فاليريوس ماكسيموس ، قُتل إسخيلوس ، أكبر الأثينيون التراجيديون الثلاثة العظماء، عن طريق سقوط سلحفاة أسقطها نسر أخطأ رأسه الأصلع يضيف بلينيوس الأكبر، في كتابه التاريخ الطبيعي ، أن إسخيلوس كان يقيم في الهواء الطلق لتجنب نبوءة بأنه سيقتل من قبل كائن اسقاط من السماء. |
| آريوس                        |      | ق. 336 قبل الميلاد                         | عاش أريوس، وهو قس ليبي في القرن الرابع، في وقت كان فيه قادة الكنيسة المسيحية الذين تحرروا من مرسوم ميلانو عام 312 ، يشاركون في مناقشات حول طبيعة الإنسانية وطبيعة يسوع. أدت شخصية أريوس دينية ذات معتقدات مثيرة للجدل لدرجة أنه تم انكاره رسميًا من قبل الكنيسة الأرثوذكسية باعتباره مهرطقًا. ومن المؤسف أن تراثه سيشوبه أحد أكثر الوفيات غير العادية التي شهدها العالم القديم على الإطلاق جاءت لحظات آريوس الأخيرة في عام 336 ميلادي عندما أصيب بتشنجات الأمعاء المفاجئة أثناء موكب قبل وصوله إلى الحمام، افرغ أريوس أمعائه وظهور قدر كبير من الدم والأمعاء الدقيقة، وأجزاء من كبده وطحاله، في ذلك الوقت، كان البعض يعتقد أن أريوس مبتلاً بدعوته، لكن المؤرخين الحديثين يعتقدون أنه من المحتمل أن يكون قد تسمم من قبل أعدائه. |
| تشين شي هوانج                |      | ق. 210 قبل الميلاد                         | توفي تشين شي هوانغ، أول إمبراطور صيني بعد تناول عدة أقراص من الزئبق اعتقادا بأنها ستمنحه حياة أبدية، خلال جولته الرابعة في شرق الصين، أصيب الإمبراطور بمرض خطير بعد وصوله إلى بينغ يوان جين (مقاطعة بينغ يوان، شاندونغ) ، وتوفي في 10 سبتمبر 210 ق.م. اكتشف حضر الامبراطوري وتضم قطعه الأثرية وكنوزه جيش التراكوتا، |
| ألعازار أفاران               |      | ق. 163 قبل الميلاد                         | كان العازار أفاران شقيق يهوذا مكابيوس. وفقًا لسفر المكابيين الإصحاح السادسة، خلال معركة بيت زكريا وجه ألعازار رمحه إلى بطن فيل التي يمتطيه الملك، ما أدى إلى انهار الفيل وسقطه على رأس العازار، مما أدى إلى مقتله على الفور. |

## العصور الوسطى
| اسم الشخصية    | صورة | تاريخ الوفاة | تفاصيل الوفاة |
| -------------- | ---- | ------------ | --- |
| راغنار لوثبروك |      | ق. 865       | يقال أن قصة راغنار لوثبروك، زعيم فايكنغ شبه أسطوري المروية في حكاية راغنار لوثبروك، الملحمة الآيسلندية في القرن الثالث عشر مآثر قد تم الامساك به من قبل إيلا من نورثمبريا، الذي قد قتله عن طريق رميه في حفرة من الثعابين وتوفي من جراء عضة الثعبان. |

## عصر النهضة
| اسم الشخصية                        | صورة | تاريخ الوفاة   | تفاصيل الوفاة |
| ---------------------------------- | ---- | -------------- | --- |
| جورج پلانتيجينيه، دوق كلارنس الأول |      | 18 فبراير 1478 | بعدما أصبح إدوارد الرابع ملك إنجلترا مقتنعًا بأن أخوه جورج دوق كلارنس، يستهدف عرشه. ألقي الدوق في السجن، وفي يناير 1478، كشف الملك التهم الموجهة إلى أخيه أمام البرلمان. وهي خيانة الملك، وتلقى يمين الولاء لنفسه ولورثته، والأعداد لتمرد جديد. أقر كلا مجلسي البرلمان مشروع قانون الإنجاز، وتم تنفيذ عقوبة الإعدام التي تلت ذلك سراً في برج لندن في 18 فبراير 1478. بعد فترة وجيزة من الحدث، اكتسبت الشائعات أن جورج بلانتيجينيه، دوق كلارنس الأول، أُعدم عن طريق إغراقه في برميل من نبيذ مالميسي |
| هانز ستينينغر                      |      | 1567           | توفي هانز ستينينغر (من بورماستر براوناو ثم بافاريا ، النمسا الآن) ، عندما كسرت رقبته بالتعثر في لحيته الطويلة. التي كان طولها 4.5 أقدام (1.4 متر). |

## الفترة الحديثة المبكرة
| اسم الشخصية               | صورة | تاريخ الوفاة   | تفاصيل الوفاة |
| ------------------------- | ---- | -------------- | --- |
| أدولف فريدريك، ملك السويد |      | 12 فبراير 1771 | توفي أدولف فريدريك، ملك السويد، بسبب مشاكل في الهضم في 12 فبراير 1771 بعد تناوله وجبة من سرطان البحر والكافيار، مخلل الملفوف، الرنجة المدخنة، والشمبانيا، مع 14 حصة من الحلوى المفضلة لديه: تدعى سيملا تقدم في وعاء مع الحليب الساخن، يدعى "hetvägg". وهكذا يتذكره تلاميذ المدارس السويدية بأنه "الملك الذي أطعم نفسه حتى الموت". |
| ضحايا فيضان البيرة لندن   |      | 17 أكتوبر 1814 | فانفجر أحد الأحواض الخشبية التي يبلغ ارتفاعها 22 قدمًا (6.7 م) محملاَ بالبيرة السوداء من مصنع جعة إنجليزي، مما تسبب في مقتل 8 أشخاص. |

## القرن العشرين

### عقد 1900
| اسم الشخصية | صورة | تاريخ الوفاة  | تفاصيل الوفاة |
| ----------- | ---- | ------------- | --- |
| توبسي       |      | 04 يناير 1903 | أُعدمت الفيلة توبسي نتيجة الصعق الكهربائي في كوني آيلاند. وبالتسمم، والخنق. وسجلت فيلم مدة 74 ثانية من الصعق بالكهرباء . ربما كانت هذه هي المرة الأولى التي يتم فيها تصوير مشاهد موت في فيلم سينمائي في التاريخ. يعتقد الكثيرون أن توبسي كان ضحية لما يسمى "حرب التيارات"، المعركة بين نيكولا تسلا وتوماس إديسون حول التيار المتردد والمباشر. كتب توني لونج فور وايرد "هذا الفيلم الذي التقطه توماس إديسون، كان أحد سلسلة من الصعوبات في الحيوانات التي نظمها إديسون لتشويه شكل جديد من الكهرباء: التيار المتناوب" . لكن البعض يختلف، قائلًا إن توبيسي كان من المزمع أن يموت على أي حال، وكان ينظر إلى الصعق الكهربائي لدى إديسون على أنه وسيلة ملائمة وإنسانية لإنجاز موتها. بعد كل شيء، انتهت حرب التيارات في تسعينيات القرن التاسع عشر، بينما جاءت وفاة توبسي في وقت لاحق. من بين صفوفهم مايكل دالي، مؤلف كتاب "توبسي : قصة رواية الفيل الملتوي الذيل، وحزب العمال بارنوم، والمعالج الأمريكي، توماس إديسون" ويقول إن توبسي كان ضحية " حروب الأفيال " بين أصحاب السيرك، وليس حرب التيارات. كتب فيكي كونستانتين كروك في مراجعة لكتاب دالي لصحيفة نيويورك تايمز. "في الواقع، قتلت توبسي رجلاً، لكن تم إعدامها في وقت لاحق فقط، بعد أن أثبتت أنها غير قابلة السيطرة عليها على يد مدرب قام هاجمها بعنف" |

### عقد 1910
| اسم الشخصية      | صورة | تاريخ الوفاة   | تفاصيل الوفاة |
| ---------------- | ---- | -------------- | --- |
| غريغوري راسبوتين |      | 30 ديسمبر 1916 | وفقًا لقاتل الصوفي الروسي نفسه ، الأمير فيليكس يوسوبوف ، استهلك راسبوتين الشاي والكعك والنبيذ الذي كان يربى بـ السيانيد لكنه لم يتأثر بالسم. تم إطلاق النار عليه مرة واحدة في صدره ويعتقد أنه ميت ، ولكن بعد فترة ، قفز وهاجم يوسوبوف ، الذي أطلق سراحه وهرب. تبعه راسبوتين وذهب إلى الفناء قبل أن يطلق عليه الرصاص مرة أخرى وينهار في أحد ضفاف الثلج. ثم لف المتآمرون جثة راسبوتين وأسقطوه في نهر مالايا نيفكا. |

### عقد 1950
| اسم الشخصية | صورة | تاريخ الوفاة | تفاصيل الوفاة |
| ----------- | ---- | ------------ | --- |
| ماري ريسر   |      | 1951         | أرملة أمريكية تبلغ من العمر 67 عامًا تعيش في سانت بيترسبرغ في ولاية فلوريدا، اكتشفت بانسي كاربنتر، صاحبة منزل ريسر، جسدها في 2 يوليو 1951. كانت تحاول توصيل برقية، لكن ريسر لم تجب أبدًا على الباب. وجد كاربنتر أن مقبض الباب ساخن وأنبهت السلطات. دخلت الشرطة الشقة ووجدت مشهدًا مروعًا بقايا ماري ريزر المتفحمة والمحترقة التي عثر عليها في شقتها وهذا الأمر ادخل المحققين في حيرة كبيرة، لأن شقتها كانت خالية من الأضرار نسبيا. وكانت مجموعة من الصحف غير المحروقة بجانب كرسي ريسير، تجعل قصتها واحدة من أكثر الوفيات غرابة في كل العصور. القطع الوحيدة المتبقية هي أجزاء من عمودها الفقري، جمجمتها (التي تقلصت بفضول)، وواحدة من قدميها - لم يمسها تمامًا - ما زالت منتعلة حذاءها الأسود عليها، كل تلك التفاصيل الغامضة أدت إلى خلق نظرية مزعومة للاحتراق البشري التلقائي. |

### عقد 1980
| اسم الشخصية   | صورة | تاريخ الوفاة  | تفاصيل الوفاة |
| ------------- | ---- | ------------- | --- |
| محمود المليجي |      | 06 يونيو 1983 | لحظة وفاة محمود المليجى عندما كان يستعد لتصوير آخر لقطات دوره في الفيلم التليفزيوني "أيوب" في الاستديو وجلس وطلب ان يشرب فنجان قهوة وهنا اخذ يتحدث مع الفنان عمر الشريف الذي يشاركه في فيلم عن غرابة الحياة عن النوم الاستيقاظ وفجاة امل راسه كأنها في حالة نوم عميقة وكل ما في الاستديو يعتقدون انه مشهد تمثيلي يؤديه واخذ بعض الناس يضحكون مع استمرار شخير الفنان أحس الممثل عمر الشريف متحدثاً على ان يكف عن ذلك لم يكن يدرك ان المليجى قد وافته المنية في هذه اللحظة وهو يمثل مشهد الموت اندهاش وتعجب الجميع اعتقداً ان الفنان محمود المليجى يمثل واخرون يعتقد انه نام ولمن لم يدر في بال أحد أنها اللحظة الأخيرة. |

### عقد 1990
| اسم الشخصية | صورة | تاريخ الوفاة | تفاصيل الوفاة |
| ----------- | ---- | ------------ | --- |
| براندون لي  |      | 31 مارس 1993 | أبرز ما قام به براندون لي ، الممثل الأمريكي وفنان الدفاع عن النفس ، هو ابن لاعب الفنون القتالية والممثل بروس لي، هو دوره الأخير الذي قام لي بدور إريك درافن في 31 مارس 1993 ، وأثناء تصوير مشهد في فيلم "ذي كرو" قتل الممثل براندون في واقعة القتل بالخطأ عام 1994 ، عن طريق الممثل مايكل ماسي في المشهد تمثيلي لدخول شخصية لي إلى شقته واكتشاف أن خطيبته تعرض للضرب والاغتصاب من قبل أفراد العصابة التي كان من بينهم شخصية الممثل مايكل ماسى التي تطلق رصاص من مسدس سميث اند ويسون موديل 629 .44 ماغنوم على لي وهو يسير في الغرفة فأوقعه قتيلًا، مسجلًا أشهر واقعة قتل في تاريخ السينما. |

## القرن الحادي والعشرين

### عقد 2010
| اسم الشخصية         | صورة | تاريخ الوفاة   | تفاصيل الوفاة |
| ------------------- | ---- | -------------- | --- |
| ستيف إروين          |      | 04 سبتمبر 2006 | ستيف إيروين خبيرًا أستراليًا عالميًا في الحياة البرية وشخصية تلفزيونية مشهورة ببرنامجه الوثائقي عن الحياة البرية صائد التماسيح ، وكان معروفًا في الغالب بالتعامل والتفاعل مع الحيوانات الخطيرة والمفترسة غالبًا مثل التماسيح والثعابين السامة. توفي إيروين من فقدان الدم بعد أن اخترقه شوكة اللادغة ذات الذيل القصير المدهش أثناء التصوير في المياه الضحلة في الحيد المرجاني العظيم لبرنامج تلفزيوني لابنته بندي فتاة الغابة خلال في التصوير لأعنف المحيطات ، وهي سلسلة وثائقية أخرى عن الحياة البرية الفيلم الوثائقي الأخير الذي صنعه إيروين وقت وفاته. على عكس العديد من الحيوانات التي اكتسبها إروين شهرة وسمعة سيئة للتفاعل معه ، لم يكن كثيرًا ينظر إلى الراي اللساع على أنها حيوانات خطرة بشكل خاص من قبل الكثير قبل هذه الحادثة. تم تصوير الحادث على الفيلم ، واعتبر تسجيل الفيديو الوحيد المعروف للوفيات بواسطة اللادغة. لم يتم نشر اللقطات على الإطلاق ، وتم تدمير جميع تسجيلات الحادثة بناء على طلب عائلة إروين. |
| ألكساندر ليتفينينكو |      | 23 نوفمبر 2006 | توفي الكسندر ليتفينكو، كاتب وضابط روسي سابق منشق من جهاز أمن الدولة الروسي ، في 23 أكتوبر 2006 عن سن 43 عاماً، بعد ثلاثة أسابيع من تناوله الشاي في حانة فندق ميلينيوم بوسط لندن برفقة أندريه لوغوفوي العميل السابق في جهاز الاستخبارات الروسي والذي أصبح لاحقاً نائب حزب قومي ورجل الأعمال الروسي، ديمتري كوفتون بعد أن تسمم بالبولونيوم 210، مما تسبب في متلازمة الإشعاع الحادة. خلص التحقيق البريطاني العثور على كميات كبرى من مادة البولونيوم-210 في الحانة، وخصوصاً في إبريق الشاي الذي استخدمه ليتفيننكو. وفي مساء اليوم نفسه، شعر ليتفيننكو المعارض للرئيس الروسي بوتين والمقيم منذ 1999 في بريطانيا، من بعدها بتوعك. وأتاح التحقيق في قضية قتله إلى أن الرئيس الروسي، فلاديمير بوتين «وافق على الأرجح» على هذه العملية ما أثار أزمة دبلوماسية وتوتر في العلاقات بين لندن وموسكو. وهو أول حالة معروفة للتسمم المتعمد بهذه الطريقة.                                                                                |
| جمال خاشقجي         |      | 02 أكتوبر 2018 | كان اخر ظهور العلني لصحفي السعودي جمال خاشقجي قبيل دخوله القنصلية السعودية في اسطنبول ووعدم خروجه منها في ظروف غامضة ، حسب رواية النائب العام السعودي بعد المناقشات التي تمت بينه وبين الأشخاص الذين قابلهم أثناء تواجده في قنصلية المملكة في إسطنبول أدت إلى حدوث شجار واشتباك بالأيدي مما أدى إلى وفاته بصورة غير قانونية. وحسب بيانات السلطات التركية قتل خاشقجي، البالغ من العمر 59 عاما، خنقا وقطعت جثته إلى أشلاء، من جانب فريق ضم 15 سعوديا، أرسلوا إلى إسطنبول لتنفيذ هذه المهمة، وأثارت تلك الجريمة موجة انتقادات دولية غير مسبوقة، ضد السعودية، حتى من جانب أقرب حلفائها الغربيين. ونفت الرياض مرارا تورط ولي العهد، محمد بن سلمان، في الجريمة بأي شكل ووصفت السلطات السعودية مقتل خاشقجي، بأنها عملية "مارقة"، نفذها موظفون بالدولة دون أن يتلقوا أمرا بذلك. |

## روابط خارجية
- Curious and Unusual Deaths Pictures. Discovery Channel.
- Freakish Fatalities نسخة محفوظة 3 سبتمبر 2013 at Archive.is Snopes.com